# Première circonscription de Maine-et-Loire
La première circonscription de Maine-et-Loire est l'une des 7 circonscriptions législatives françaises que compte le département de Maine-et-Loire (49) situé en région Pays de la Loire.

## Description géographique et démographique

### De 1958 à 1986
Le département avait six circonscriptions.
La première circonscription de Maine-et-Loire était composée de :
- canton d'Angers-Nord-Est
- canton de Châteauneuf-sur-Sarthe
- canton de Tiercé

Source : Journal Officiel du 14-15 Octobre 1958.

### Depuis 1988
La première circonscription de Maine-et-Loire est délimitée par le découpage électoral de la loi no 86-1197 du 24 novembre 1986
, elle regroupe les divisions administratives suivantes :
- Canton d'Angers-Centre
- Canton d'Angers-Est
- Canton d'Angers-Nord-Est
- Canton de Châteauneuf-sur-Sarthe
- Canton de Tiercé.

D'après le recensement général de la population en 1999, réalisé par l'Institut national de la statistique et des études économiques (INSEE), la population totale de cette circonscription est estimée à 120684 habitants,.

## Historique des députations
| Législature | Début de mandat | Fin de mandat   | Député            | Député            | Parti | Observations |
| ----------- | --------------- | --------------- | ----------------- | ----------------- | --- | --- |
| Ire         | 9 décembre 1958 | 7 mars 1959     |                   | Victor Chatenay   | UNR | Remplacé par Jean Foyer à la suite de sa nomination au Conseil constitutionnel. Ce dernier est finalement nommé au Gouvernement, une élection partielle est alors organisée le 29 mai 1960 au terme de laquelle Jacques Millot est élu. Mandat écourté à la suite d'une dissolution parlementaire décidée par Charles de Gaulle. |
| Ire         | 7 mars 1959     | 6 mars 1960     | Jean Foyer        | UNR               | | Remplacé par Jean Foyer à la suite de sa nomination au Conseil constitutionnel. Ce dernier est finalement nommé au Gouvernement, une élection partielle est alors organisée le 29 mai 1960 au terme de laquelle Jacques Millot est élu. Mandat écourté à la suite d'une dissolution parlementaire décidée par Charles de Gaulle. |
| Ire         | 30 mai 1960     | 6 décembre 1962 | Jacques Millot    | UNR               | | Remplacé par Jean Foyer à la suite de sa nomination au Conseil constitutionnel. Ce dernier est finalement nommé au Gouvernement, une élection partielle est alors organisée le 29 mai 1960 au terme de laquelle Jacques Millot est élu. Mandat écourté à la suite d'une dissolution parlementaire décidée par Charles de Gaulle. |
| IIe         | 6 décembre 1962 | 21 mars 1963    | Jacques Millot    | UNR               | Décédé le 21 mars 1963, il est remplacé par son suppléant Paul Cherbonneau.                                                                                              | |
| IIe         | 21 mars 1963    | 2 avril 1967    | Paul Cherbonneau  | UNR               | | |
| IIIe        | 3 avril 1967    | 30 mai 1968     | Edgard Pisani     | UDR               | Mandat écourté à la suite d'une dissolution parlementaire décidée par Charles de Gaulle.                                                                                 | |
| IVe         | 11 juillet 1968 | 1er avril 1973  | Jean Narquin      | UDR               | | |
| Ve          | 2 avril 1973    | 2 avril 1978    | Jean Narquin      | UDR               | | |
| VIe         | 3 avril 1978    | 22 mai 1981     | Jean Narquin      | RPR               | Mandat écourté à la suite d'une dissolution parlementaire décidée par François Mitterrand.                                                                               | |
| VIIe        | 2 juillet 1981  | 1er avril 1986  | Jean Narquin      | RPR               | | |
| VIIIe       | 2 avril 1986    | 14 mai 1988     |                   | Vacant            | Aucun | Proportionnelle par département, pas de député par circonscription. Mandat écourté à la suite d'une dissolution parlementaire décidée par François Mitterrand. |
| IXe         | 23 juin 1988    | 1er avril 1993  |                   | Roselyne Bachelot | RPR | |
| Xe          | 2 avril 1993    | 21 avril 1997   | RPR               | Roselyne Bachelot | Mandat écourté à la suite d'une dissolution parlementaire décidée par Jacques Chirac.                                                                                    | |
| XIe         | 12 juin 1997    | 6 mai 2002      | RPR               | Roselyne Bachelot | Nommée Ministre de l'Écologie et du Développement durable le 6 mai 2002, elle est remplacée par son suppléant René Bouin.                                                | |
| XIe         | 6 mai 2002      | 18 juin 2002    | René Bouin        | UMP               | Nommée Ministre de l'Écologie et du Développement durable le 6 mai 2002, elle est remplacée par son suppléant René Bouin.                                                | |
| XIIe        | 19 juin 2002    | 18 juillet 2002 | Roselyne Bachelot | UMP               | Toujours Ministre de l'Écologie et du Développement durable le 6 mai 2002, elle est remplacée par son suppléant René Bouin.                                              | |
| XIIe        | 18 juillet 2002 | 19 juin 2007    | René Bouin        |                   | Toujours Ministre de l'Écologie et du Développement durable le 6 mai 2002, elle est remplacée par son suppléant René Bouin.                                              | |
| XIIIe       | 20 juin 2007    | 20 juillet 2007 | Roselyne Bachelot | UMP               | Nommée ministre de la Santé et des Sports en 2007 puis ministre des Solidarités et de la Cohésion sociale en 2010, elle est remplacée par son suppléant Paul Jeanneteau. | |
| XIIIe       | 20 juillet 2007 | 19 juin 2012    | Paul Jeanneteau   |                   | Nommée ministre de la Santé et des Sports en 2007 puis ministre des Solidarités et de la Cohésion sociale en 2010, elle est remplacée par son suppléant Paul Jeanneteau. | |
| XIVe        | 20 juin 2012    | 20 juin 2017    |                   | Luc Belot         | PS | |
| XVe         | 21 juin 2017    | 21 juin 2022    |                   | Matthieu Orphelin | LREM (2017-2020) SE (ÉCO) | |
| XVIe        | 22 juin 2022    | en cours        |                   | François Gernigon | HOR | |

## Historique des élections

### Élections de 1958
| Candidat       | Candidat            | Parti          | Premier tour | Premier tour | Second tour | Second tour |  |
| Candidat       | Candidat            | Parti          | Voix         | %            | Voix        | %           |  |
| -------------- | ------------------- | -------------- | ------------ | ------------ | ----------- | ----------- |  |
|                | Victor Chatenay élu | UNR            | 12 040       | 35,6         | 14 929      | 46,49       |  |
|                | Prosper David       | Modérés        | 10 398       | 30,74        | 12 952      | 40,33       |  |
|                | Pierre Sicard       | PCF            | 4 433        | 13,11        | 4 232       | 13,18       |  |
|                | Roger Quilliot      | SFIO           | 3 157        | 9,33         | Retrait     | Retrait     |  |
|                | Germaine Touquet    | MRP            | 2 293        | 6,78         | Retrait     | Retrait     |  |
|                | Eugène Maubert      | UFF            | 1 501        | 4,44         |             |             |  |
|                |                     |                |              |              |             |             |  |
| Inscrits       | Inscrits            | Inscrits       | 47 396       | 100,00       | 47 394      | 100,00      |  |
| Abstentions    | Abstentions         | Abstentions    | 12 596       | 26,58        | 14 480      | 30,55       |  |
| Votants        | Votants             | Votants        | 34 800       | 73,42        | 32 914      | 69,45       |  |
| Blancs et nuls | Blancs et nuls      | Blancs et nuls | 978          | 2,81         | 801         | 2,43        |  |
| Exprimés       | Exprimés            | Exprimés       | 33 822       | 97,19        | 32 113      | 97,57       |  |

Le suppléant de Victor Chatenay était Jean Foyer, Professeur agrégé des Facultés de Droit. Jean Foyer remplaça Victor Chatenay, nommé au Conseil constitutionnel, du 7 mars 1959 au 6 mars 1960.
Jean Foyer fut nommé membre du gouvernement le 6 mars 1960.

### Élections de 1960
| Candidat | Candidat                        | Parti                 | Premier tour | Premier tour | Second tour | Second tour |  |
| Candidat | Candidat                        | Parti                 | Voix         | %            | Voix        | %           |  |
| --- | ------------------------------- | --------------------- | ------------ | ------------ | ----------- | ----------- |  |
| | Jacques Millot élu              | UNR                   | 7 716        | 33,83        | 9 796       | 42,95       |  |
| | Prosper David                   | Modérés               | 5 773        | 25,31        | 6 606       | 28,96       |  |
| | Pierre Sicard                   | PCF                   | 4 208        | 18,45        | 4 611       | 20,22       |  |
| | Maurice Cormier                 | SFIO                  | 2 634        | 11,55        | 1 795       | 7,87        |  |
| | Louis Houdebine                 | MRP                   | 1 373        | 6,02         |             |             |  |
| | Jean-Albert Penet               | Extrême droite (UDCA) | 877          | 3,84         |             |             |  |
| | Robert de la Motte Saint-Pierre | Divers droite         | 229          | 1            |             |             |  |
| |                                 |                       |              |              |             |             |  |
| Inscrits | Inscrits                        | Inscrits              | 46 700       | 100,00       | 46 700      | 100,00      |  |
| Abstentions | Abstentions                     | Abstentions           | 23 169       | 49,61        | 23 401      | 50,11       |  |
| Votants | Votants                         | Votants               | 23 531       | 50,39        | 23 299      | 49,89       |  |
| Blancs et nuls | Blancs et nuls                  | Blancs et nuls        | 721          | 3,06         | 491         | 2,11        |  |
| Exprimés | Exprimés                        | Exprimés              | 22 810       | 96,94        | 22 808      | 97,89       |  |
| Source : France, Ministère de l'intérieur. Les Elections législatives . Métropole., la Documentation française, 1963 (lire en ligne) |                                 |                       |              |              |             |             |  |

### Élections de 1962
| Candidat       | Candidat                     | Parti          | Premier tour | Premier tour | Second tour | Second tour |  |
| Candidat       | Candidat                     | Parti          | Voix         | %            | Voix        | %           |  |
| -------------- | ---------------------------- | -------------- | ------------ | ------------ | ----------- | ----------- |  |
|                | Jacques Millot sortant réélu | UNR-UDT        | 11 893       | 43,29        | 19 042      | 71,48       |  |
|                | Prosper David                | Modérés        | 5 177        | 18,84        | Retrait     | Retrait     |  |
|                | Pierre Sicard                | PCF            | 3 977        | 14,48        | 7 597       | 28,52       |  |
|                | Olivier Richou               | CNIP           | 2 343        | 8,53         | Retrait     | Retrait     |  |
|                | Roger Quilliot               | SFIO           | 2 224        | 8,09         | Retrait     | Retrait     |  |
|                | Marcel Guénault              | MRP            | 1 860        | 6,77         | Retrait     | Retrait     |  |
|                |                              |                |              |              |             |             |  |
| Inscrits       | Inscrits                     | Inscrits       | 47 406       | 100,00       | 47 406      | 100,00      |  |
| Abstentions    | Abstentions                  | Abstentions    | 19 106       | 40,3         | 18 827      | 39,71       |  |
| Votants        | Votants                      | Votants        | 28 300       | 59,7         | 28 579      | 60,29       |  |
| Blancs et nuls | Blancs et nuls               | Blancs et nuls | 826          | 2,92         | 1 940       | 6,79        |  |
| Exprimés       | Exprimés                     | Exprimés       | 27 474       | 97,08        | 26 639      | 93,21       |  |

Le suppléant de Jacques Millot était Paul Cherbonneau, cultivateur, maire de Sœurdres. Paul Cherbonneau remplaça Jacques Millot, décédé, du 22 mars 1963 au 2 avril 1967.

### Élections de 1967
| Candidat       | Candidat          | Parti                     | Premier tour | Premier tour | Second tour | Second tour |  |
| Candidat       | Candidat          | Parti                     | Voix         | %            | Voix        | %           |  |
| -------------- | ----------------- | ------------------------- | ------------ | ------------ | ----------- | ----------- |  |
|                | Edgard Pisani élu | UD-Ve                     | 12 216       | 32,99        | 14 839      | 41,07       |  |
|                | Prosper David     | CD (PDM)                  | 8 577        | 23,16        | 12 787      | 35,39       |  |
|                | Pierre Sicard     | PCF                       | 6 253        | 16,89        | 8 505       | 23,54       |  |
|                | Yves Loison       | FGDS (SFIO)               | 5 658        | 15,28        | Retrait     | Retrait     |  |
|                | Suzanne Millot    | Divers droite (Gaulliste) | 4 322        | 11,67        |             |             |  |
|                |                   |                           |              |              |             |             |  |
| Inscrits       | Inscrits          | Inscrits                  | 49 918       | 100,00       | 49 918      | 100,00      |  |
| Abstentions    | Abstentions       | Abstentions               | 11 927       | 23,89        | 13 117      | 26,28       |  |
| Votants        | Votants           | Votants                   | 37 991       | 76,11        | 36 801      | 73,72       |  |
| Blancs et nuls | Blancs et nuls    | Blancs et nuls            | 965          | 2,54         | 670         | 1,82        |  |
| Exprimés       | Exprimés          | Exprimés                  | 37 026       | 97,46        | 36 131      | 98,18       |  |

Le suppléant d'Edgard Pisani était Paul Cherbonneau, député sortant.

### Élections de 1968
| Candidat       | Candidat         | Parti          | Premier tour | Premier tour | Second tour | Second tour |  |
| Candidat       | Candidat         | Parti          | Voix         | %            | Voix        | %           |  |
| -------------- | ---------------- | -------------- | ------------ | ------------ | ----------- | ----------- |  |
|                | Jean Narquin élu | UDR (URP)      | 14 664       | 39,28        | 18 232      | 52,71       |  |
|                | Auguste Chupin   | CD (PDM)       | 7 395        | 19,81        | 10 574      | 30,57       |  |
|                | Prosper David    | Modérés        | 5 356        | 14,35        | Retrait     | Retrait     |  |
|                | Pierre Sicard    | PCF            | 5 342        | 14,31        | 5 786       | 16,73       |  |
|                | Yves Loison      | FGDS (SFIO)    | 4 578        | 12,26        |             |             |  |
|                |                  |                |              |              |             |             |  |
| Inscrits       | Inscrits         | Inscrits       | 50 095       | 100,00       | 50 095      | 100,00      |  |
| Abstentions    | Abstentions      | Abstentions    | 12 183       | 24,32        | 14 870      | 29,68       |  |
| Votants        | Votants          | Votants        | 37 912       | 75,68        | 35 225      | 70,32       |  |
| Blancs et nuls | Blancs et nuls   | Blancs et nuls | 577          | 1,52         | 633         | 1,8         |  |
| Exprimés       | Exprimés         | Exprimés       | 37 335       | 98,48        | 34 592      | 98,2        |  |

Le suppléant de Jean Narquin était Jacques Peuch, docteur en médecine, maire de Châteauneuf-sur-Sarthe.

### Élections de 1973
| Candidat       | Candidat                   | Parti          | Premier tour | Premier tour | Second tour | Second tour |  |
| Candidat       | Candidat                   | Parti          | Voix         | %            | Voix        | %           |  |
| -------------- | -------------------------- | -------------- | ------------ | ------------ | ----------- | ----------- |  |
|                | Jean Narquin sortant réélu | UDR (URP)      | 16 813       | 41,11        | 22 584      | 56,3        |  |
|                | Jean Monnier               | PS (UGSD)      | 9 969        | 24,38        | 17 531      | 43,7        |  |
|                | Prosper David              | CNIP (MR)      | 8 521        | 20,84        | Retrait     | Retrait     |  |
|                | Marc Robert                | PCF            | 5 593        | 13,68        | Retrait     | Retrait     |  |
|                |                            |                |              |              |             |             |  |
| Inscrits       | Inscrits                   | Inscrits       | 53 102       | 100,00       | 53 040      | 100,00      |  |
| Abstentions    | Abstentions                | Abstentions    | 11 280       | 21,24        | 11 719      | 22,09       |  |
| Votants        | Votants                    | Votants        | 41 822       | 78,76        | 41 321      | 77,91       |  |
| Blancs et nuls | Blancs et nuls             | Blancs et nuls | 926          | 2,21         | 1 206       | 2,92        |  |
| Exprimés       | Exprimés                   | Exprimés       | 40 896       | 97,79        | 40 115      | 97,08       |  |

Le suppléant de Jean Narquin était Jacques Peuch.

### Élections de 1978
| Candidat       | Candidat                   | Parti          | Premier tour | Premier tour | Second tour | Second tour |  |
| Candidat       | Candidat                   | Parti          | Voix         | %            | Voix        | %           |  |
| -------------- | -------------------------- | -------------- | ------------ | ------------ | ----------- | ----------- |  |
|                | Jean Narquin sortant réélu | RPR            | 21 357       | 42,97        | 28 522      | 57,13       |  |
|                | Jean Rousseau              | PS             | 13 753       | 27,67        | 21 404      | 42,87       |  |
|                | Daniel Houlle              | UDF (PR)       | 6 516        | 13,11        | Retrait     | Retrait     |  |
|                | Michel Bouet               | PCF            | 6 105        | 12,28        |             |             |  |
|                | Marie-Louise Dupas         | LO             | 1 241        | 2,50         |             |             |  |
|                | Jean-Pierre Sauger         | LCR            | 421          | 0,85         |             |             |  |
|                | Pierre Masson              | PCMLF          | 308          | 0,62         |             |             |  |
|                |                            |                |              |              |             |             |  |
| Inscrits       | Inscrits                   | Inscrits       | 62 163       | 100,00       | 62 159      | 100,00      |  |
| Abstentions    | Abstentions                | Abstentions    | 11 224       | 18,06        | 11 415      | 18,36       |  |
| Votants        | Votants                    | Votants        | 50 939       | 81,94        | 50 744      | 81,64       |  |
| Blancs et nuls | Blancs et nuls             | Blancs et nuls | 1 238        | 2,43         | 818         | 1,61        |  |
| Exprimés       | Exprimés                   | Exprimés       | 49 701       | 97,57        | 49 926      | 98,39       |  |

La suppléante de Jean Narquin était Éliane Peter, infirmière, responsable de maison de cures pour personnes âgées.

### Élections de 1981
|                | Jean Narquin sortant réélu | RPR (UNM)      | 22 670 | 52,61  |  |  |  |
|                | Marcel Jollivet            | PS             | 16 376 | 38,00  |  |  |  |
|                | Michel Bouet               | PCF            | 3 331  | 7,73   |  |  |  |
|                | Marie-Louise Dupas         | LO             | 714    | 1,66   |  |  |  |
|                |                            |                |        |        |  |  |  |
| Inscrits       | Inscrits                   | Inscrits       | 63 203 | 100,00 |  |  |  |
| Abstentions    | Abstentions                | Abstentions    | 19 491 | 30,84  |  |  |  |
| Votants        | Votants                    | Votants        | 43 712 | 69,16  |  |  |  |
| Blancs et nuls | Blancs et nuls             | Blancs et nuls | 621    | 1,42   |  |  |  |
| Exprimés       | Exprimés                   | Exprimés       | 43 091 | 98,58  |  |  |  |

La suppléante de Jean Narquin était Éliane Peter.

### Élections de 1988
| Candidat       | Candidat                   | Parti          | Premier tour | Premier tour | Second tour | Second tour |  |
| Candidat       | Candidat                   | Parti          | Voix         | %            | Voix        | %           |  |
| -------------- | -------------------------- | -------------- | ------------ | ------------ | ----------- | ----------- |  |
|                | Roselyne Bachelot élue     | RPR (URC)      | 21 000       | 49,04        | 25 779      | 55,78       |  |
|                | Jean-Claude Chupin sortant | PS             | 16 509       | 38,56        | 20 436      | 44,22       |  |
|                | Jean-Jacques Gérardin      | FN             | 2 839        | 6,63         |             |             |  |
|                | Jack Proult                | PCF            | 2 150        | 5,02         |             |             |  |
|                | Yvette Rampillon           | Extrême droite | 321          | 0,75         |             |             |  |
|                |                            |                |              |              |             |             |  |
| Inscrits       | Inscrits                   | Inscrits       | 68 691       | 100,00       | 68 685      | 100,00      |  |
| Abstentions    | Abstentions                | Abstentions    | 24 726       | 36           | 21 532      | 31,35       |  |
| Votants        | Votants                    | Votants        | 43 965       | 64           | 47 153      | 68,65       |  |
| Blancs et nuls | Blancs et nuls             | Blancs et nuls | 1 146        | 2,61         | 938         | 1,99        |  |
| Exprimés       | Exprimés                   | Exprimés       | 42 819       | 97,39        | 46 215      | 98,01       |  |

Le suppléant de Roselyne Bachelot-Narquin était René Bouin, artisan-commerçant, maire de Chenillé-Changé.

### Élections de 1993
| Candidat       | Candidat                          | Parti                      | Premier tour | Premier tour | Second tour | Second tour |  |
| Candidat       | Candidat                          | Parti                      | Voix         | %            | Voix        | %           |  |
| -------------- | --------------------------------- | -------------------------- | ------------ | ------------ | ----------- | ----------- |  |
|                | Roselyne Bachelot sortante réélue | RPR (UPF)                  | 22 872       | 49,99        | 27 188      | 65,47       |  |
|                | Isabelle Galesne                  | PS (ADFP)                  | 7 218        | 15,77        | 14 338      | 34,53       |  |
|                | Roger Julien                      | Extrême gauche             | 5 803        | 12,68        |             |             |  |
|                | Jean-Yves Fournel                 | FN                         | 4 799        | 10,49        |             |             |  |
|                | Jack Proult                       | PCF                        | 2 508        | 5,48         |             |             |  |
|                | Bruno Bourrinet                   | Divers gauche (Maj. prés.) | 2 386        | 5,21         |             |             |  |
|                | Annie Chanial                     | Divers droite              | 170          | 0,37         |             |             |  |
|                |                                   |                            |              |              |             |             |  |
| Inscrits       | Inscrits                          | Inscrits                   | 70 722       | 100,00       | 70 708      | 100,00      |  |
| Abstentions    | Abstentions                       | Abstentions                | 21 785       | 30,8         | 25 675      | 36,31       |  |
| Votants        | Votants                           | Votants                    | 48 937       | 69,2         | 45 033      | 63,69       |  |
| Blancs et nuls | Blancs et nuls                    | Blancs et nuls             | 3 181        | 6,5          | 3 507       | 7,79        |  |
| Exprimés       | Exprimés                          | Exprimés                   | 45 756       | 93,5         | 41 526      | 92,21       |  |

Le suppléant de Roselyne Bachelot était René Bouin.

### Élections de 1997
| Candidat       | Candidat                          | Parti             | Premier tour | Premier tour | Second tour | Second tour |  |
| Candidat       | Candidat                          | Parti             | Voix         | %            | Voix        | %           |  |
| -------------- | --------------------------------- | ----------------- | ------------ | ------------ | ----------- | ----------- |  |
|                | Roselyne Bachelot sortante réélue | RPR               | 17 536       | 38,63        | 25 153      | 53,1        |  |
|                | Isabelle Galesne                  | PS                | 11 738       | 25,86        | 22 218      | 46,9        |  |
|                | Jean-Philippe Motte               | FN                | 4 936        | 10,87        |             |             |  |
|                | Christian Kieffer                 | LDI (MPF)         | 2 372        | 5,23         |             |             |  |
|                | André Riéra                       | PCF               | 2 158        | 4,75         |             |             |  |
|                | Didier Testu                      | LO                | 1 868        | 4,11         |             |             |  |
|                | Bruno Paumard                     | GÉ                | 1 513        | 3,33         |             |             |  |
|                | Michel Bouyer                     | Divers écologiste | 1 261        | 2,78         |             |             |  |
|                | Xavier Roux                       | AREV              | 1 138        | 2,51         |             |             |  |
|                | Jean-Luc Godet                    | LCR               | 756          | 1,67         |             |             |  |
|                | André Le Méner                    | Divers droite     | 120          | 0,26         |             |             |  |
|                | Florence Lecomte                  | Divers            | 0            | 0            |             |             |  |
|                |                                   |                   |              |              |             |             |  |
| Inscrits       | Inscrits                          | Inscrits          | 71 407       | 100,00       | 71 407      | 100,00      |  |
| Abstentions    | Abstentions                       | Abstentions       | 23 026       | 32,25        | 21 240      | 29,74       |  |
| Votants        | Votants                           | Votants           | 48 381       | 67,75        | 50 167      | 70,26       |  |
| Blancs et nuls | Blancs et nuls                    | Blancs et nuls    | 2 985        | 6,17         | 2 796       | 5,57        |  |
| Exprimés       | Exprimés                          | Exprimés          | 45 396       | 93,83        | 47 371      | 94,43       |  |

Le suppléant de Roselyne Bachelot était René Bouin.

### Élections de 2002
| Candidat       | Candidat                                  | Parti            | Premier tour | Premier tour | Second tour | Second tour |  |
| Candidat       | Candidat                                  | Parti            | Voix         | %            | Voix        | %           |  |
| -------------- | ----------------------------------------- | ---------------- | ------------ | ------------ | ----------- | ----------- |  |
|                | Roselyne Bachelot-Narquin sortante réélue | UMP              | 23 192       | 47,44        | 25 703      | 58,27       |  |
|                | Isabelle Galesne                          | PS               | 13 910       | 28,45        | 18 410      | 41,73       |  |
|                | Monique Bousseaud                         | FN               | 3 147        | 6,44         |             |             |  |
|                | Pierre Michel                             | Les Verts        | 1 776        | 3,63         |             |             |  |
|                | Christine Bernier-Dupréelle               | MPF              | 1 571        | 3,21         |             |             |  |
|                | Bernadette Caillard-Humeau                | Cap21            | 1 193        | 2,44         |             |             |  |
|                | Jean-Paul Plassard                        | PCF              | 1 029        | 2,1          |             |             |  |
|                | Patrice Delanoé                           | LO               | 866          | 1,77         |             |             |  |
|                | Marc Gicquel                              | Extrême gauche   | 799          | 1,63         |             |             |  |
|                | Mohammed Amdjahdi                         | Divers gauche    | 528          | 1,08         |             |             |  |
|                | Jean-Philippe Motte                       | MNR              | 471          | 0,96         |             |             |  |
|                | Hedi Djelassi                             | Pôle républicain | 409          | 0,84         |             |             |  |
|                |                                           |                  |              |              |             |             |  |
| Inscrits       | Inscrits                                  | Inscrits         | 75 326       | 100,00       | 75 323      | 100,00      |  |
| Abstentions    | Abstentions                               | Abstentions      | 25 411       | 33,73        | 29 514      | 39,18       |  |
| Votants        | Votants                                   | Votants          | 49 915       | 66,27        | 45 809      | 60,82       |  |
| Blancs et nuls | Blancs et nuls                            | Blancs et nuls   | 1 024        | 2,05         | 1 696       | 3,7         |  |
| Exprimés       | Exprimés                                  | Exprimés         | 48 891       | 97,95        | 44 113      | 96,3        |  |

Le suppléant de Roselyne Bachelot-Narquin était René Bouin. René Bouin remplaça Roselyne Bachelot, nommée membre du gouvernement, du 19 juillet 2002 au 19 juin 2007.

### Élections de 2007
| Candidat       | Candidat                                  | Parti          | Premier tour | Premier tour | Second tour | Second tour |  |
| Candidat       | Candidat                                  | Parti          | Voix         | %            | Voix        | %           |  |
| -------------- | ----------------------------------------- | -------------- | ------------ | ------------ | ----------- | ----------- |  |
|                | Roselyne Bachelot-Narquin sortante réélue | UMP            | 22 717       | 46,87        | 24 694      | 54,67       |  |
|                | Luc Belot                                 | PS             | 12 681       | 26,16        | 20 477      | 45,33       |  |
|                | Patrice Mangeard                          | UDF–MoDem      | 4 457        | 9,2          |             |             |  |
|                | Gilles Mahé                               | Les Verts      | 2 729        | 5,63         |             |             |  |
|                | Jean-Luc Godet                            | LCR            | 1 204        | 2,48         |             |             |  |
|                | Michel Schaeffer                          | FN             | 993          | 2,05         |             |             |  |
|                | Isabelle Lelièvre                         | PCF            | 875          | 1,81         |             |             |  |
|                | Louis Chouane                             | MPF            | 841          | 1,74         |             |             |  |
|                | Désiré-Edouard Le Gall                    | Divers         | 631          | 1,3          |             |             |  |
|                | Louis-Marie Bachelot                      | AL             | 617          | 1,27         |             |             |  |
|                | Patrice Delanoé                           | LO             | 503          | 1,04         |             |             |  |
|                | Jean-Claude Pasquier                      | MNR            | 216          | 0,45         |             |             |  |
|                | Claire Sourceau                           | Divers         | 2            | 0,00         |             |             |  |
|                |                                           |                |              |              |             |             |  |
| Inscrits       | Inscrits                                  | Inscrits       | 79 739       | 100,00       | 79 737      | 100,00      |  |
| Abstentions    | Abstentions                               | Abstentions    | 30 080       | 37,72        | 33 261      | 41,71       |  |
| Votants        | Votants                                   | Votants        | 49 659       | 62,28        | 46 476      | 58,29       |  |
| Blancs et nuls | Blancs et nuls                            | Blancs et nuls | 1 193        | 2,4          | 1 305       | 2,81        |  |
| Exprimés       | Exprimés                                  | Exprimés       | 48 466       | 97,6         | 45 171      | 97,19       |  |

### Élections de 2012
| Candidat       | Candidat                | Parti          | Premier tour | Premier tour | Second tour | Second tour |  |
| Candidat       | Candidat                | Parti          | Voix         | %            | Voix        | %           |  |
| -------------- | ----------------------- | -------------- | ------------ | ------------ | ----------- | ----------- |  |
|                | Luc Belot élu           | PS             | 18 940       | 40,45        | 24 391      | 52,64       |  |
|                | Paul Jeanneteau sortant | UMP            | 16 738       | 35,75        | 21 944      | 47,36       |  |
|                | Gaëtan Dirand           | RBM (FN)       | 4 011        | 8,57         |             |             |  |
|                | Isabelle Lelièvre       | FG (PCF)       | 1 797        | 3,84         |             |             |  |
|                | Jamila Delmotte         | EÉLV           | 1 795        | 3,83         |             |             |  |
|                | Louis-Marie Bachelot    | AC             | 1 645        | 3,51         |             |             |  |
|                | Sophie Briand-Boucher   | Cap21          | 716          | 1,53         |             |             |  |
|                | Thomas Chamaillé        | DLR            | 386          | 0,82         |             |             |  |
|                | Jean-Luc Godet          | NPA            | 310          | 0,66         |             |             |  |
|                | Marie-José Faligant     | LO             | 246          | 0,53         |             |             |  |
|                | Christian Delagree      | MÉI            | 239          | 0,51         |             |             |  |
|                | Christophe Le Thomas    | AÉI            | 0            | 0,00         |             |             |  |
|                |                         |                |              |              |             |             |  |
| Inscrits       | Inscrits                | Inscrits       | 80 923       | 100,00       | 80 924      | 100,00      |  |
| Abstentions    | Abstentions             | Abstentions    | 33 375       | 41,24        | 33 431      | 41,31       |  |
| Votants        | Votants                 | Votants        | 47 548       | 58,76        | 47 493      | 58,69       |  |
| Blancs et nuls | Blancs et nuls          | Blancs et nuls | 725          | 1,52         | 1 158       | 2,44        |  |
| Exprimés       | Exprimés                | Exprimés       | 46 823       | 98,48        | 46 335      | 97,56       |  |

### Élections de 2017
Les élections législatives françaises de 2017 ont eu lieu les dimanches 11 et 18 juin 2017.
|                                                                                |                                                                      |                           |                           |                          |                          |
|                                                                                |                                                                      | Premier tour 11 juin 2017 | Premier tour 11 juin 2017 | Second tour 18 juin 2017 | Second tour 18 juin 2017 |
|                                                                                |                                                                      |                           |                           |                          |                          |
|                                                                                |                                                                      | Nombre                    | % des inscrits            | Nombre                   | % des inscrits           |
| Inscrits                                                                       | Inscrits                                                             | 84 090                    | 100,00                    | 84 090                   | 100,00                   |
| Abstentions                                                                    | Abstentions                                                          | 39 437                    | 46,90                     | 47 184                   | 56,11                    |
| Votants                                                                        | Votants                                                              | 44 653                    | 53,10                     | 36 906                   | 43,89                    |
|                                                                                |                                                                      |                           | % des votants             |                          | % des votants            |
| Bulletins blancs                                                               | Bulletins blancs                                                     | 612                       | 1,37                      | 2 970                    | 8,05                     |
| Bulletins nuls                                                                 | Bulletins nuls                                                       | 272                       | 0,61                      | 1 044                    | 2,83                     |
| Suffrages exprimés                                                             | Suffrages exprimés                                                   | 43 769                    | 98,02                     | 32 892                   | 89,12                    |
|                                                                                |                                                                      |                           |                           |                          |                          |
| Candidat Étiquette politique (partis et alliances)                             | Candidat Étiquette politique (partis et alliances)                   | Voix                      | % des exprimés            | Voix                     | % des exprimés           |
|                                                                                |                                                                      |                           |                           |                          |                          |
|                                                                                | Matthieu Orphelin La République en marche                            | 17 058                    | 38,97                     | 21 158                   | 64,33                    |
|                                                                                | Caroline Fel Les Républicains (Union des démocrates et indépendants) | 6 369                     | 14,55                     | 11 734                   | 35,67                    |
|                                                                                | Luc Belot (député sortant) Parti socialiste                          | 5 971                     | 13,64                     |                          |                          |
|                                                                                | Manon Cantin La France insoumise                                     | 4 939                     | 11,28                     |                          |                          |
|                                                                                | Marie Baron Front national                                           | 3 249                     | 7,42                      |                          |                          |
|                                                                                | Romain Laveau Europe Écologie Les Verts                              | 2 159                     | 4,93                      |                          |                          |
|                                                                                | Valentin Rambault La République en marche diss.                      | 914                       | 2,09                      |                          |                          |
|                                                                                | Géraldine Robert Debout la France                                    | 508                       | 1,16                      |                          |                          |
|                                                                                | Franck Cadeau Sans étiquette                                         | 447                       | 1,02                      |                          |                          |
|                                                                                | Gaétan Dirand Souveraineté, identité et libertés                     | 440                       | 1,01                      |                          |                          |
|                                                                                | Valentin Brouillard-Dusong Parti communiste français                 | 409                       | 0,93                      |                          |                          |
|                                                                                | Michelle Le Thomas Alliance écologiste indépendante (Mouvement 100%) | 395                       | 0,90                      |                          |                          |
|                                                                                | Marie-José Faligant Lutte ouvrière                                   | 323                       | 0,74                      |                          |                          |
|                                                                                | Mathieu Salé Divers                                                  | 287                       | 0,66                      |                          |                          |
|                                                                                | Pierrette Dufour Union populaire républicaine                        | 234                       | 0,53                      |                          |                          |
|                                                                                | Jérémie Delavaud Parti pirate                                        | 67                        | 0,15                      |                          |                          |
| Source : Ministère de l'Intérieur - Première circonscription de Maine-et-Loire |                                                                      |                           |                           |                          |                          |

### Élections de 2022
| Résultats des élections législatives des 12 et 19 juin 2022 de la 1re circonscription du Maine-et-Loire |                          |                                            |              |              |             |             |
| Candidat                                                                                                | Candidat                 | Parti et coalition                         | Premier tour | Premier tour | Second tour | Second tour |
| Candidat                                                                                                | Candidat                 | Parti et coalition                         | Voix         | %            | Voix        | %           |
| | François Gernigon        | H (ENS)                                    | 15 381       | 34,90        | 22 724      | 55,53       |
| | Arash Saeidi             | G·s (NUPES)                                | 13 163       | 29,87        | 18 207      | 44,48       |
| | Gabriel de Chabot        | RN                                         | 5 484        | 12,44        |             |             |
| | Roch Brancour            | LR (UDC)                                   | 4 508        | 10,23        |             |             |
| | David Cayla              | DVG (Fédération de la gauche républicaine) | 2 748        | 6,24         |             |             |
| | Tristan Bovier-Lapierre  | REC                                        | 1 631        | 3,70         |             |             |
| | Sulyvan Benoit           | PA                                         | 613          | 1,39         |             |             |
| | Marie-Louise Dupas       | LO                                         | 544          | 1,23         |             |             |
| Votes valides                                                                                           | Votes valides            | Votes valides                              | 44 072       | 97,92        | 40 931      | 93,94       |
| Votes blancs                                                                                            | Votes blancs             | Votes blancs                               | 709          | 1,58         | 1 946       | 4,47        |
| Votes nuls                                                                                              | Votes nuls               | Votes nuls                                 | 228          | 0,51         | 695         | 1,59        |
| Total                                                                                                   | Total                    | Total                                      | 45 009       | 100          | 43 572      | 100         |
| Abstention                                                                                              | Abstention               | Abstention                                 | 42 997       | 48,86        | 44 445      | 50,50       |
| Inscrits / participation                                                                                | Inscrits / participation | Inscrits / participation                   | 88 006       | 51,14        | 88 017      | 49,50       |

### Élections de 2024
| Candidat                 | Candidat                 | Parti et coalition       | Premier tour | Premier tour | Second tour | Second tour |  |
| Candidat                 | Candidat                 | Parti et coalition       | Voix         | %            | Voix        | %           |  |
| ------------------------ | ------------------------ | ------------------------ | ------------ | ------------ | ----------- | ----------- |  |
|                          | François Gernigon        | HOR (ENS)                | 21 087       | 34,83        | 24 719      | 40,54       |  |
|                          | Elsa Richard             | LÉ (NFP)                 | 20 475       | 33,82        | 21 621      | 35,46       |  |
|                          | Hugo Louvigné            | RN                       | 13 995       | 23,12        | 14 629      | 23,99       |  |
|                          | Séverine Lécuyer         | LR                       | 3 736        | 6,17         |             |             |  |
|                          | Marie-Louise Dupas       | LO                       | 642          | 1,06         |             |             |  |
|                          | Roselyne Prunière        | REC                      | 432          | 0,71         |             |             |  |
|                          | Anthony Gouas            | NPA                      | 173          | 0,29         |             |             |  |
|                          |                          |                          |              |              |             |             |  |
| Votes valides            | Votes valides            | Votes valides            | 60 540       | 97,53        | 60 969      | 97,90       |  |
| Votes blancs             | Votes blancs             | Votes blancs             | 1 016        | 1,64         | 976         | 1,57        |  |
| Votes nuls               | Votes nuls               | Votes nuls               | 518          | 0,83         | 330         | 0,53        |  |
| Total                    | Total                    | Total                    | 62 074       | 100          | 62 275      | 70,21       |  |
| Abstention               | Abstention               | Abstention               | 26 601       | 30,00        | 26 424      | 29,79       |  |
| Inscrits / participation | Inscrits / participation | Inscrits / participation | 88 675       | 70,00        | 88 699      | 70,21       |  |

#### Département de Maine-et-Loire
- La fiche de l'INSEE de cette circonscription : « Tableaux et Analyses de la première circonscription de Maine-et-Loire », sur insee.fr, site de l'Institut national de la statistique et des études économiques (consulté le 10 juin 2007) [PDF]
- « Tous les députés du département de Maine-et-Loire depuis 1789 » [archive du 30 septembre 2007], sur assemblee-nationale.fr, site de l'Assemblée nationale française (consulté le 10 juin 2007)
- « Informations contentieuses sur le département de Maine-et-Loire (Élections législatives de 2002) »(Archive.org • Wikiwix • Archive.is • Google • Que faire ?), sur conseil-constitutionnel.fr, site du Conseil constitutionnel (consulté le 13 juin 2007)

#### Circonscriptions en France
- « Carte des circonscriptions législatives en France », sur assemblee-nationale.fr, site de l'Assemblée nationale française (consulté le 10 juin 2007)
- « Résultats électoraux officiels en France »(Archive.org • Wikiwix • Archive.is • Google • Que faire ?), sur interieur.gouv.fr, site du ministère de l'Intérieur (France) (consulté le 13 juin 2007)
- Description et Atlas des circonscriptions électorales de France sur http://www.atlaspol.com, Atlaspol, site de cartographie géopolitique, consulté le 13 juin 2007.